# 클로드 베리
클로드 베리(Claude Berri, 1934년 7월 1일 ~ 2009년 1월 12일)는 프랑스의 영화 감독, 영화 제작자, 영화 각본가, 배우이다. 프랑스 영화의 대부라는 별명이 있다. 2004년부터 2007년까지 시네마테크 프랑세즈의 원장이었다. 아슈케나짐 가정에서 태어나 연극 활동을 했다. 1966년 단편영화 《닭》으로 아카데미 단편 영화상을 수상했다.

## 연출 작품
- 닭 (1962, Le Poulet) - 단편
- Le Vieil Homme et l'Enfant (1967)
- Le Maître d'école (1981)
- 꼭두각시여, 안녕 (1983, Tchao Pantin)
- 마농의 샘 (1986)
- 마농의 샘 2 (1986)
- Uranus (1990)
- 제르미날 (1993)
- 함께 있을 수 있다면 (2007)
- 트레조르 (2009, Trésor)